# 阿特·希尔豪斯
阿瑟·舍伍德·希尔豪斯（英語：Arthur Sherwood Hillhouse，1916年6月12日—1980年10月），美国NBA联盟的前职业篮球运动员。